# 基脉润楠
基脉润楠（学名：Machilus decursinervis），为樟科润楠属下的一个植物种。

## 形态特征
小枝黑褐色，有密集的纵裂槽纹，一年生和二年生枝条同样粗壮。顶芽阔卵形，长约1.6厘米，宽约1.8厘米，鳞片革质，浅棕色，基部的最大，扁圆形，长10毫米，宽13毫米，背面被微柔毛。叶阔椭圆形或椭圆形，长约13.5厘米，宽约8.8厘米，先端有圆形的，亦有短阔尖头的，两种尖头的叶常混杂在同一枝上，基部均阔楔形，通常不对称，革质，上面暗黄绿色，下面褐色带粉白，中脉上面异常凸起，至近中部向叶基部扩大，侧脉每边8-12条，纤细，弯拱斜展，有时分叉，未到边缘即消失，基部的一对沿叶柄下延，小脉不发达；叶柄粗壮，长3-4厘米，上面平坦，有槽。
圆锥花序3-8个，近顶生，无毛，长6-11厘米，总梗扁，约在中部分枝；花被裂片近等大，长圆形，长约6毫米，先端稍钝，内面上部有小柔毛；雄蕊无毛，花丝长3.5-4毫米，第一、二轮雄蕊的花药窄长卵形，长1.8-2毫米，第三轮雄蕊基部的一对腺体全长约2毫米，小型，近球状，有纤细的长柄。果序近伞形或丛聚在小枝上端叶腋内；果球形，直径约1.2厘米；宿存花被裂片近相等，膜质，长约8毫米，宽约3毫米，钝头；果梗略粗，长1-1.5厘米。

## 生长环境
生长于海拔500-1100米的山地阔叶混交林中，在云南金屏可上达海拔1950米。

## 分布范围
产于广西、湖南西部和南部、贵州东南部、云南东南部。越南亦有分布。

## 植物区分
本种的小枝上常有长1.5-2厘米榄形的虫瘿。